# DDR-Meisterschaften im Biathlon 1987
Die DDR-Meisterschaften im Biathlon wurden 1987 zum 29. Mal ausgetragen und fanden vom 6. bis 8. März im Oberhofer Biathlonstadion am Rennsteig statt. Frank-Peter Roetsch gewann die Wettbewerbe über 20 Kilometer und im Sprint und wurde damit zum zweiten Mal nach 1985 Doppelmeister. Der ASK Vorwärts Oberhof gewann nach vier Jahren wieder den Staffeltitel. Es war der vierte und letzte Sieg für Oberhof bei DDR-Meisterschaften.

## Einzel (20 km)

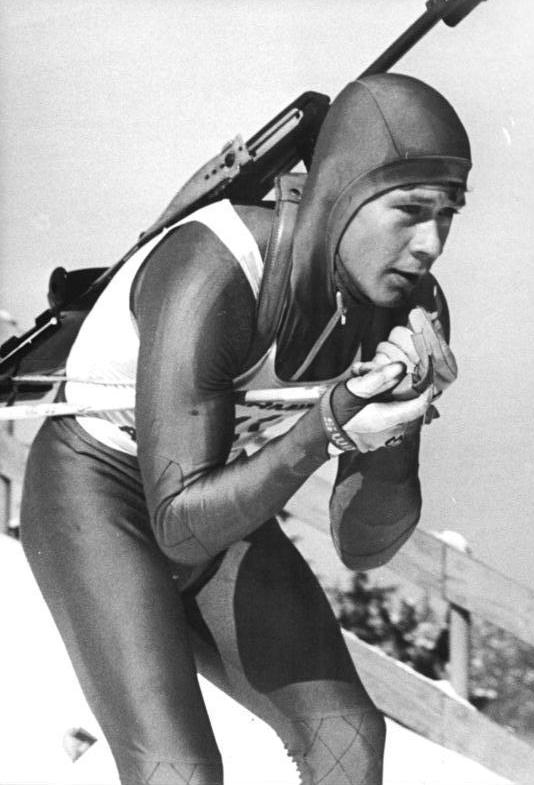
Doppelmeister Frank-Peter Roetsch beim Sieg im Einzel-Rennen

Datum: 6. März 1987
| Platz | Sportler            | Verein               | Schießfehler | Zeit      |
| ----- | ------------------- | -------------------- | ------------ | --------- |
| 1     | Frank-Peter Roetsch | SG Dynamo Zinnwald   | 3            | 0:59:09,7 |
| 2     | Frank Luck          | ASK Vorwärts Oberhof | 3            | 0:59:52,9 |
| 3     | Jens Steinigen      | SG Dynamo Zinnwald   | 2            | 1:01:41,6 |
| 4     | André Sehmisch      | SG Dynamo Zinnwald   | 3            | 1:01:55,4 |
| 5     | Jürgen Wirth        | ASK Vorwärts Oberhof | 4            | 1:02:27,6 |
| 6     | Steffen Hauswald    | SG Dynamo Zinnwald   | 4            | 1:03:21,6 |

## Sprint (10 km)
| Platz | Sportler            | Verein               | Schießfehler | Zeit    |
| ----- | ------------------- | -------------------- | ------------ | ------- |
| 1     | Frank-Peter Roetsch | SG Dynamo Zinnwald   | 2            | 27:58,2 |
| 2     | Jürgen Wirth        | ASK Vorwärts Oberhof | –            | 28:10,9 |
| 3     | André Sehmisch      | SG Dynamo Zinnwald   | 1            | 28:42,0 |
| 4     | Jens Steinigen      | SG Dynamo Zinnwald   | 2            | 28:58,3 |
| 5     | Maik Dietz          | ASK Vorwärts Oberhof | 2            | 29:13,9 |
| 6     | Ralf Göthel         | SG Dynamo Zinnwald   | 1            | 29:24,6 |

## Staffel (3 × 7,5 km)
| Platz | Verein                | Sportler                                          | Schießfehler | Zeit      |
| ----- | --------------------- | ------------------------------------------------- | ------------ | --------- |
| 1     | ASK Vorwärts Oberhof  | Jürgen Wirth Frank Luck Matthias Jacob            | 1            | 1:04:17,4 |
| 2     | SG Dynamo Zinnwald I  | Jens Steinigen André Sehmisch Frank-Peter Roetsch | 2            | 1:04:50,7 |
| 3     | SG Dynamo Zinnwald II | Ralf Göthel Birk Anders Steffen Hauswald          | 1            | 1:05:27,4 |